# Sabalia
Sabalia är ett släkte av fjärilarsom beskrevs av Francis Walker, 1865. Sabalia ingår i familjen fältspinnare, Brahmaeidae.

## Dottertaxa tillSabalia, i alfabetisk ordning[1]
- Sabalia barnsi Prout, 1918
- Sabalia fuelleborni Karsch, 1900
- Sabalia fulvicincta Hampson, 1901
- Sabalia jacksoni Sharpe, 1890
- Sabalia picarina Walker, 1865
- Sabalia sericaria Weymer, 1896
- Sabalia thalia Fawcett, 1915
- Sabalia tippelskirchi Karsch, 1898